# Gary Hooper
Gary Hooper född 26 januari 1988 i Loughton, Storbritannien, är en engelsk fotbollsspelare som spelar som forward för Barnet.
Tidigare var Gary Hooper en anfallare av rang i den högsta divisionen i Skottland, där han gjorde 63 mål på 95 framträdanden i Celtic. 

## Karriär
Den 17 oktober 2019 värvades Hooper av A-League-klubben Wellington Phoenix, där han skrev på ett ettårskontrakt. Den 5 oktober 2020 värvades Hooper av Indian Super League-klubben Kerala Blasters.
Den 15 juni 2021 återvände Hooper till Wellington Phoenix, där han skrev på ett tvåårskontrakt. Hooper lämnade klubben efter endast en säsong som präglades av skadebekymmer. Den 2 september 2022 skrev han på ett ettårskontrakt med cypriotiska Omonia.